# Згорня Нова Вас
Згорня Нова Вас (словен. Zgornja Nova vas) — поселення в общині Словенська Бистриця, Подравський регіон‎, Словенія.